# Giannitsoú
Giannitsoú, en grec moderne : Γιαννιτσού, est un village du dème de Makrakómi, dans le district régional de Phthiotide, en Grèce-Centrale.
Selon le recensement de 2011, la population du village s'élève à 363 habitants.